# Старое (Ягницкое сельское поселение)
Старое — деревня в Череповецком районе Вологодской области.
Входит в состав Ягницкого сельского поселения, с точки зрения административно-территориального деления — в Большедворский сельсовет.
Расстояние по автодороге до районного центра Череповца — 142 км, до центра муниципального образования Ягницы — 32 км. Ближайшие населённые пункты — Остров, Муравьево.
По данным переписи в 2002 году постоянного населения не было.